# Holojoppa grandis
Holojoppa grandis là một loài tò vò trong họ Ichneumonidae.